# Brīvzemnieku pagasts
Brīvzemnieku pagasts er en territorial enhed i Alojas novads i Letland. Pagasten etableredes i 1945, havde 1.107 indbyggere i 2010 og omfatter et areal på 103,80 kvadratkilometer. Hovedbyen i pagasten er Puikule.